# Penstemon ovatus
Espèce
Penstemon ovatus  est une espèce de plantes de la famille des Plantaginacées, originaire d'Amérique du Nord. Elle est connue sous le nom de    Broad-Leaved Beardtongue ou encore  Egg-leaf Beardtongue   en anglais.

## Description
Cette espèce est pérenne, a feuilles basales opposées, et peut atteindre 100cm de haut. Elle fleurit de mai à aout.